# Nagy Eszter (író)
Nagy Eszter (Budapest, 1984. január 6. –) magyar írónő.

## Életpályája
Iskoláit szülővárosában járta ki. Miután férjhez ment, családjával együtt Budaörsre költözött. Három kislány édesanyjaként kezdett írással foglalkozni, először csak az ő örömükre. A Barátság című első magánkiadásban megjelent kötete családja biztatásának eredménye. A gyerekek részesei lehetnek az 1930-as évek hétköznapjainak, játékosan megismerhetik a régi magyar babonákat és hagyományokat. A nosztalgikus meséket több év szülői gyakorlat és az író kutatómunkája teszi egyedivé.

## Könyvei
- A Barátság (2017)
- Régi idők karácsonya (2018)
- Életünk harcai (2019)
- Örök tűz (Tóth Gergellyel, 2020)